# Cmentarz wojenny nr 114 – Rzepiennik Strzyżewski
Cmentarz wojenny nr 114 – Rzepiennik Strzyżewski – zabytkowy cmentarz z I wojny światowej, znajdujący się we wsi Rzepiennik Strzyżewski, w gminie Rzepiennik Strzyżewski, powiecie tarnowskim, województwie małopolskim. Jeden z ponad 400 zachodniogalicyjskich cmentarzy wojennych zbudowanych przez Oddział Grobów Wojennych C. i K. Komendantury Wojskowej w Krakowie. W IV okręgu Łużna cmentarzy tych jest 27. 

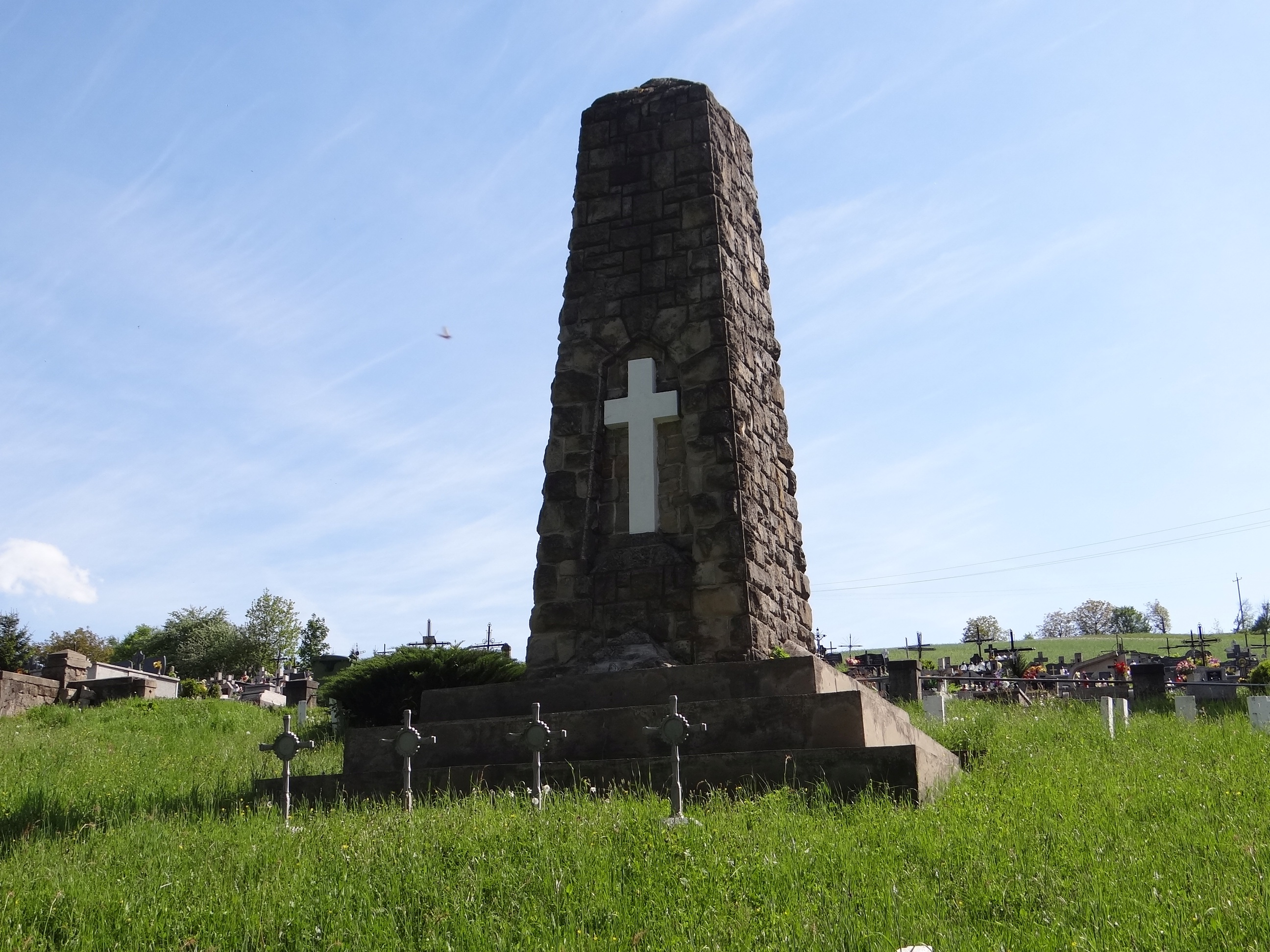
Centralny obelisk

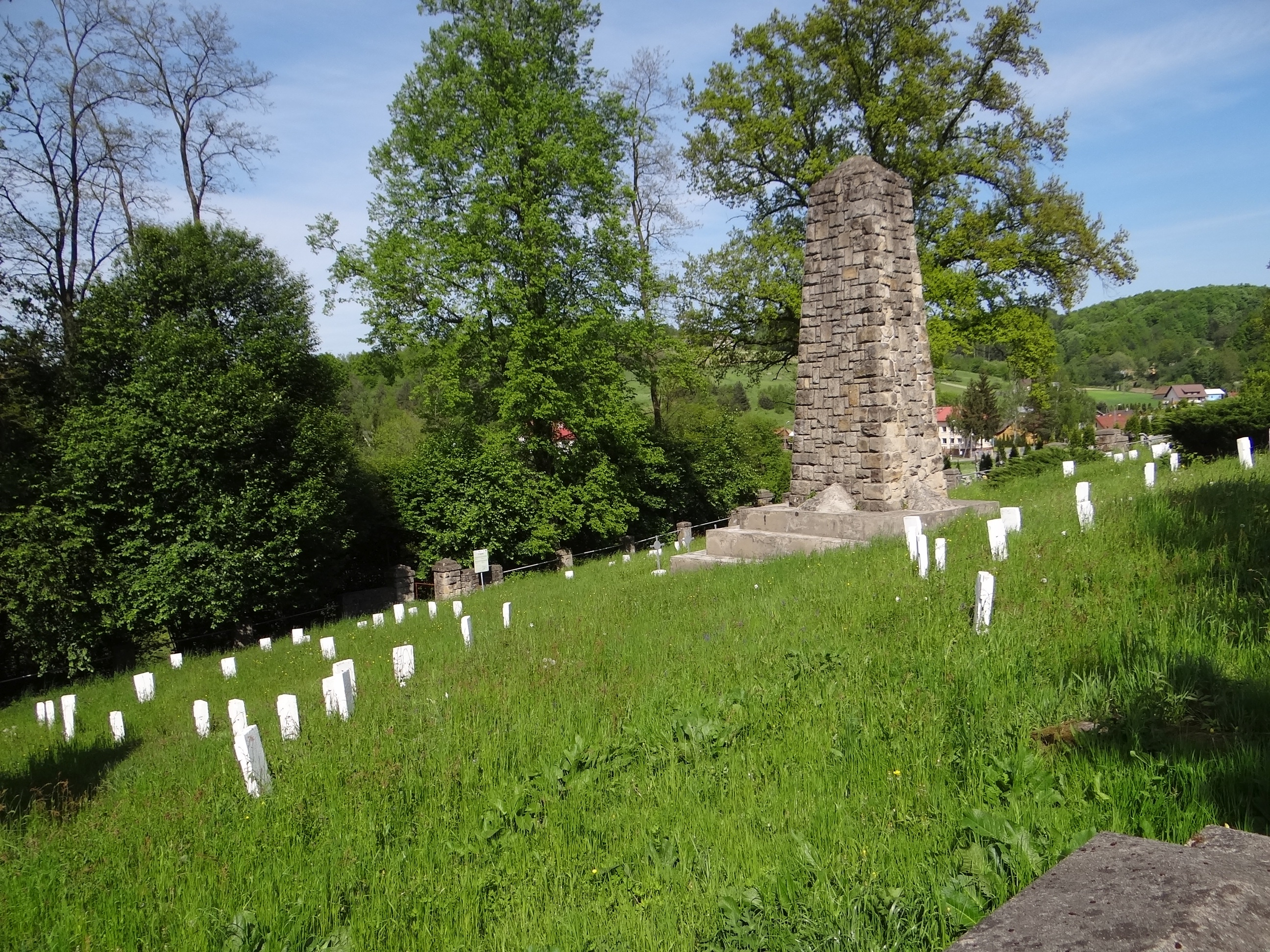
Fragment cmentarza

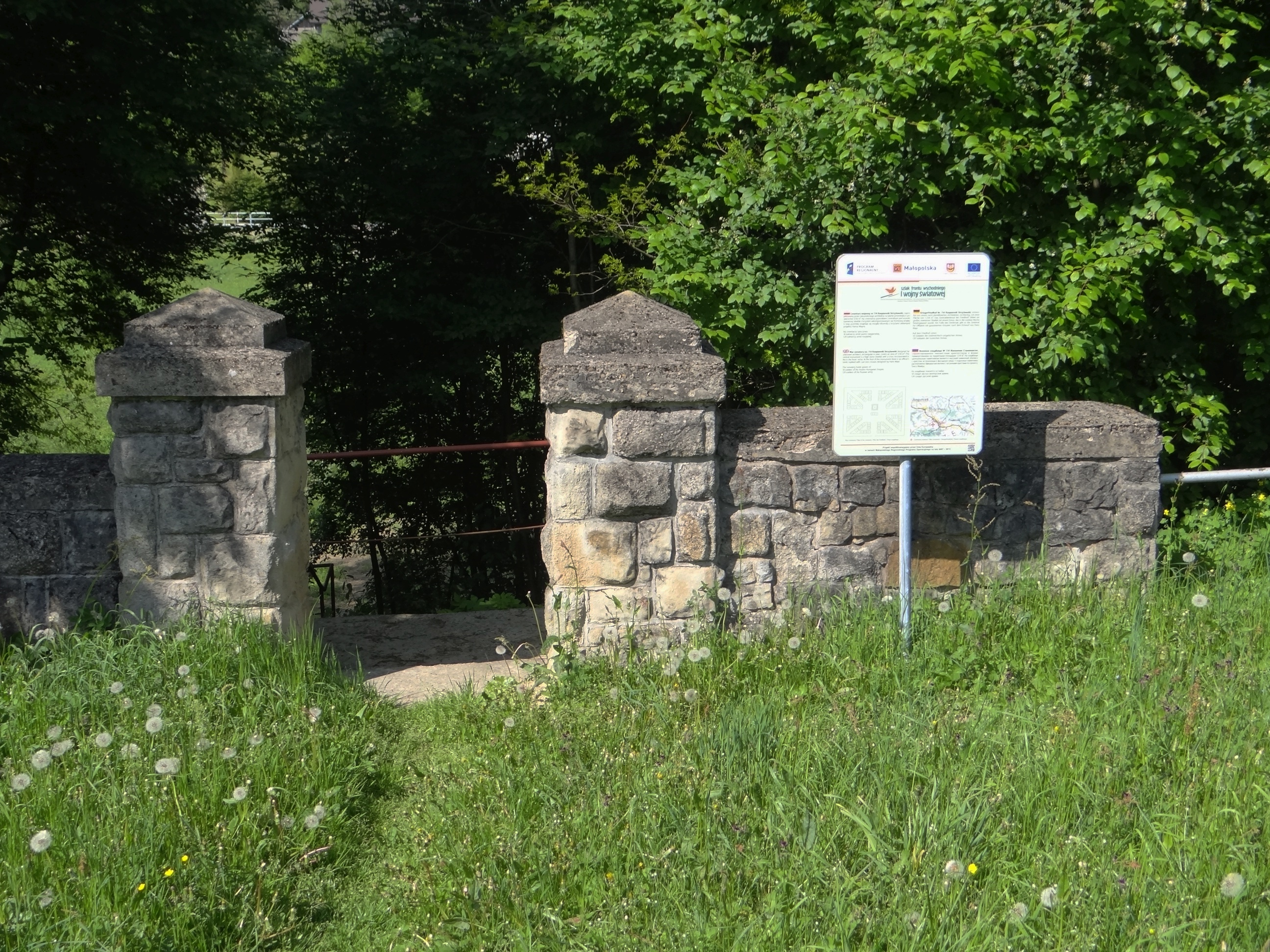
Dolna bramka wejściowa

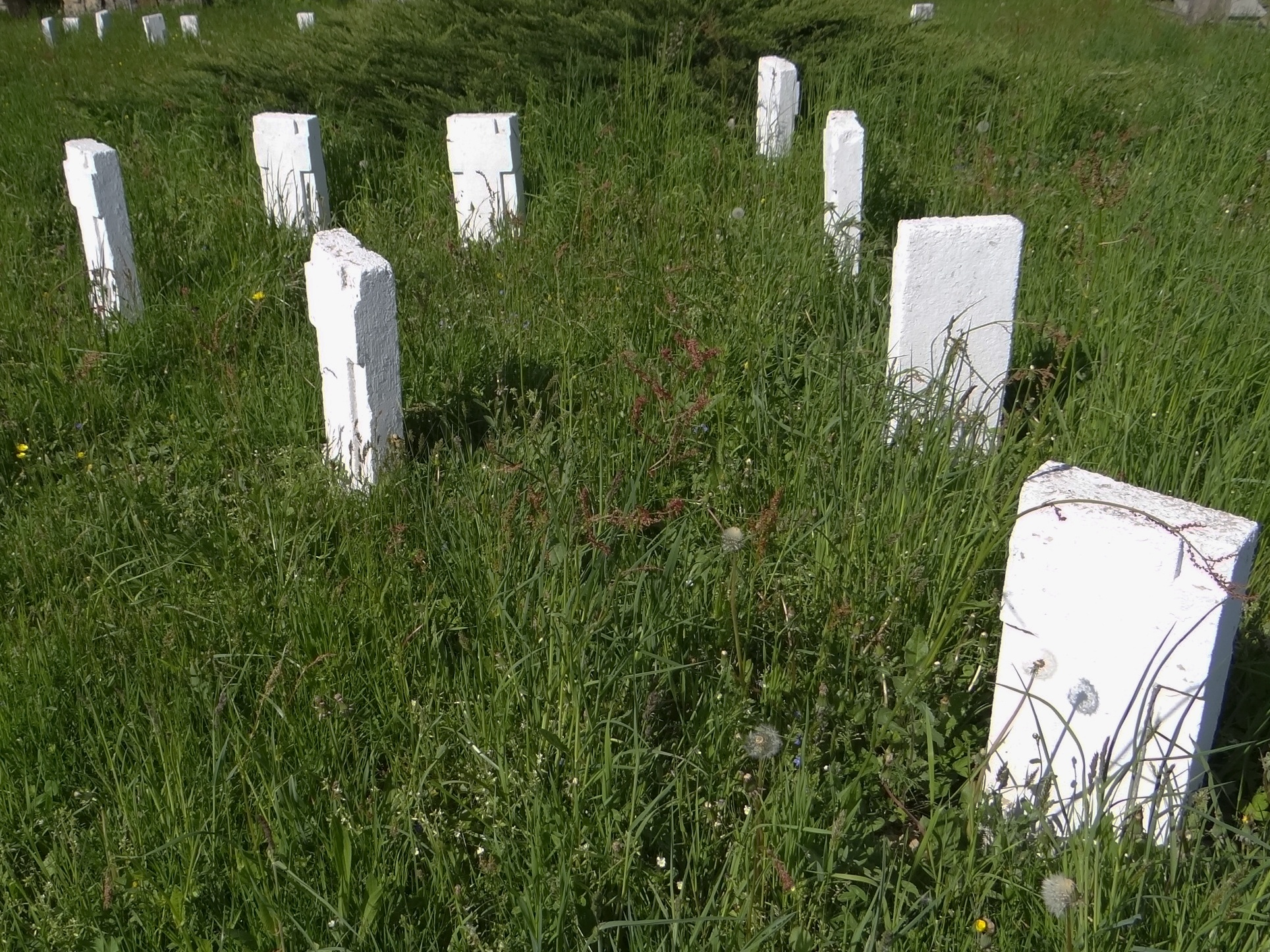
Stele na nagrobkach żołnierzy

## Lokalizacja
Cmentarz znajduje się jako oddzielna kwatera na cmentarzu komunalnym w Rzepienniku Strżyżewskim. Projektantem był Jan Szczepkowski. Cmentarz zbudowany został na planie prostokąta na stoku opadającym w stronę jaru. Głównym elementem ozdobnym jest wysoki i widoczny z daleka obelisk. Jest osadzony na schodkowym, trójstopniowym, betonowym fundamencie i murowany z kamienia ciosanego. Na przedniej ścianie posiada duży, malowany na biało krzyż łaciński. Ogrodzenie cmentarza składa się z murowanych z kamieni solidnych słupków, pomiędzy którym zawieszono metalowe rury. W narożach są fragmenty pełnego muru, i umieszczono tam kamienne ławeczki. Nagrobki rozłożone oryginalnie, nie w rzędach jak na większości cmentarzy zachodniogalicyjskich, lecz promieniście. 4 nagrobki oficerów odróżniają się od pozostałych. Umieszczone są przed przednią strona obelisku i posiadają osadzone na betonowym cokole żeliwne krzyże łacińskie z okrągłą glorią. Wszyscy polegli oficerowie byli w stopniu porucznika. Pozostałe nagrobki to betonowe stele z krzyżami na froncie:
Na cmentarz są dwa wejścia. Jedno prowadzi kilkunastoma krętymi schodkami od dolnej strony cmentarza (obecnie jest rzadko używane), drugie od cmentarza komunalnego.

## Polegli
Pochowano tu 147 żołnierzy, w tym:
- 128 żołnierzy armii rosyjskiej,
- 19 żołnierzy armii austro-węgierskiej.

Żołnierze ci polegli w grudniu 1914 r. i kwietniu 1915 r. Zidentyfikowano 57 z nich. Ponadto w kronice parafialnej wymienieni są z nazwiska dwaj żołnierze (prawdopodobnie zostali pochowani na cmentarzu komunalnym).

## Losy cmentarza
W 1915 r. po wygranej bitwie pod Gorlicami i przepędzeniu Rosjan dalej na wschód, monarchia austro-węgierska przystąpiła do budowy cmentarzy. Po II wojnie ranga cmentarza w świadomości społeczeństwa i ówczesnych władz zmalała, nie dbano o nie i ulegały niszczeniu. Ten cmentarz zachował się jednak w dość dobrym stanie, dokonano też jego remontu. M.in. uzupełniono brakujące rury ogrodzenia, a stele pomalowano na biało. Obecnie jednak różni się nieco od pierwotnego. Przy dolnej bramce umieszczono tablicę informacyjną.